# Billet de 50 francs Le Verrier
Pour les articles homonymes, voir 50 francs.
Recto
Verso
Chronologie
50 francs Jacques Cœur 50 nouveaux francs Henri IV
Le 50 francs Le Verrier est un billet de banque français créé le 14 mars 1946, émis à partir du 10 mars 1947 par la Banque de France. Il fait suite au 50 francs Jacques Cœur.

## Historique
Ce billet qui prend pour thème l'astronome et mathématicien Urbain Le Verrier, appartient à la nouvelle série "personnalités et métiers" décidée par le Conseil général de la Banque de France en 1945 et qui comprend aussi le 100 francs Jeune Paysan et le 500 francs Chateaubriand : elle adopte un graphisme inspiré de l'Art déco, ajoutant une pointe de modernité à la ligne des billets de banque français. Il faudra attendre la dernière série, celle de 1992 conçue par Roger Pfund pour retrouver un tel esprit.
Le choix d'Urbain Le Verrier (1811-1877) peut surprendre : certes, c'est une personnalité scientifique relativement connue au milieu du XIXe siècle pour avoir, entre autres travaux, contribué à la découverte de Neptune en 1846, mais dont l'imagerie ne s'est que peu popularisée (à l'inverse d'un Louis Pasteur par exemple).
Imprimé de 1946 à 1951, ce billet est progressivement retiré de la circulation à compter du 11 décembre 1951, remplacé par la nouvelle pièce de 50 francs Guiraud jaune, laquelle sera remplacée en 1960 par l'éphémère pièce de 50 centimes Lagriffoul (correspondant à 50 anciens francs).
Il cesse d'avoir cours légal le 1er janvier 1963. Le tirage total fut de 457 500 000 billets.

## Description
Il fut peint par Robert Poughéon dans des tons polychromes à dominante mauve, bleu, vert, et fut gravé par André Marliat (recto) et Georges Régnier (verso).
Au recto : le portrait de Le Verrier est plein cadre, les yeux tournés vers le ciel, et sur son visage l'on distingue l'ombre de sa main droite, tandis que dans sa main gauche, il tient un compas. On peut lire son nom imprimé sur le côté gauche et dans le fond, l'on distingue la façade de l'Observatoire de Paris.
Au verso : la représentation mythologique du dieu Neptune au trident, assis nu sur deux tritons verts avec derrière lui deux figures zodiacales stylisées, Capricorne et Verseau. Dans un cartouche l'on peut lire "1846 Neptune". Le chiffre "50" situé dans l'angle en haut à gauche est à moitié masqué par le motif.
Le filigrane blanc représente la tête de Neptune vue de profil.
Les dimensions sont de 120 × 78 mm.